# Claudio Gallico
Claudio Gallico (Mantova, 4 dicembre 1929 – Mantova, 24 febbraio 2006) è stato un direttore d'orchestra, clavicembalista e musicologo italiano.
Fu pioniere e maestro della musicologia e della ricerca storico-musicale in Italia, nonché musicista molto attivo, organizzatore di eventi e convegni culturali.

## Biografia

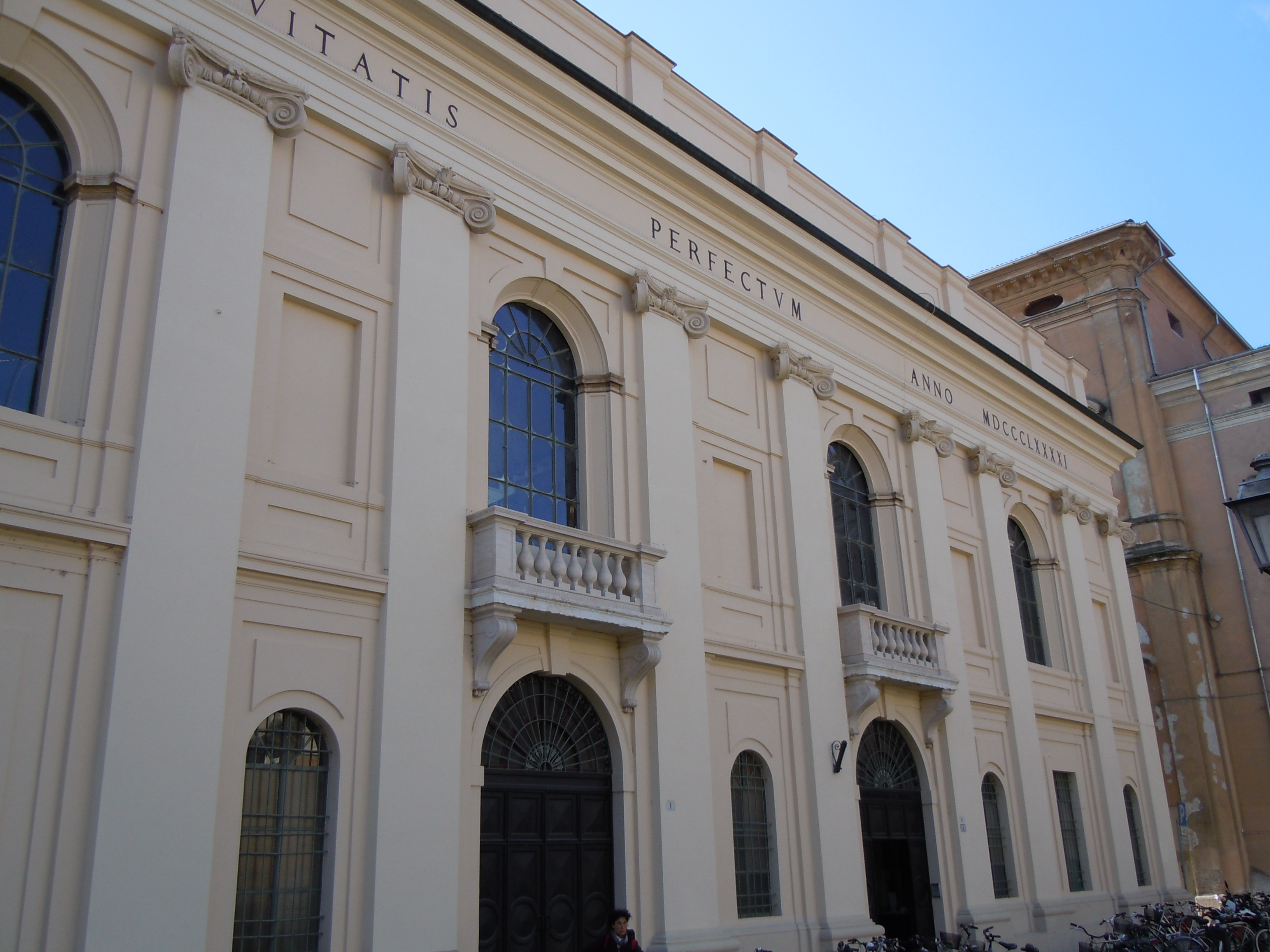
Mantova, Palazzo dell'Accademia nazionale virgiliana

Nacque da una coppia ebraica di Mantova: suo padre era il professor Isacco Ernesto Gallico (n. 1890), mentre sua madre, Diana Castelfranchi, era discendente del professor Moisè Finzi Contini (m. 1863), il patriarca della famosa famiglia di Ferrara descritta nel romanzo di Giorgio Bassani. Aveva due fratelli, Edoardo, medico e artista, ed Alessandro, illustre ingegnere.
Come musicologo, pubblicò più di novanta saggi di storia musicale e, fra questi, dieci volumi. Celebri il suo saggio su Claudio Monteverdi e i suoi scritti sulla musica di corte nel Rinascimento. Fu autore di recuperi ed edizioni critiche di partiture del passato (Girolamo Frescobaldi, Giuseppe Verdi), che eseguiva egli stesso: svolse infatti una selezionata attività di direttore d'orchestra.
Fin dal suo esordio Riccardo Bacchelli scrisse di lui: "Gallico anima la memoria della musica sia con lo stile raffinato dello scrittore, sia con la volontà illuminata dell'interprete".
Fu presidente dell'Accademia Nazionale Virgiliana dal 1991 sino alla morte e sotto la sua guida la prestigiosa istituzione trovò nuovo impulso. Fu membro dell'Accademia nazionale di S. Cecilia, dell'Istituto Lombardo Accademia di Scienze e Lettere, della Internationale Gesellschaft für Musikwissenschaft, dell'American Musicological Society, della Società Italiana di Musicologia e di altri prestigiosi consessi scientifici.
Era professore emerito di storia della musica all'Università di Parma. L'ultima sua fatica fu musicare e dirigere la Fabula di Orfeo del Poliziano nell'amatissimo Teatro Scientifico di Mantova.
Per la televisione curò nel 1982 le musiche dello sceneggiato televisivo Delitto di stato, ispirato a racconti di Maria Bellonci concernenti il casato mantovano dei Gonzaga.

## Opere

### Saggi in volume
- Un Canzoniere musicale italiano del Cinquecento. Bologna, Conservatorio "G.B.Martini" Ms. Q 21, Firenze, Olschki, 1961, ISBN 8822216776
- Un libro di poesie per musica dell'epoca d'Isabella D'Este, Mantova, Bollettino Storico Mantovano, Quaderni (4), 1961
- AA.VV., Il melodramma italiano dell'Ottocento, Torino, Einaudi 1977, ISBN 88-06-46797-2
- L'età dell'Umanesimo e del Rinascimento, Torino, EDT, 1978 (nella collana "Storia della Musica" a cura della Società Italiana di Musicologia, vol. IV), 2ª edizione riveduta 1991 ISBN 8870631060, edizione economica 2012 ISBN 9788860408846
- Monteverdi. Poesia musicale, teatro e musica sacra, Torino, Einaudi 1979, ISBN 8806490494
- Damon pastor gentil. Idilli cortesi e voci popolari nelle "Villotte mantovane" (1583), Mantova, Arcari, 1980
- Le capitali della musica: Parma, Cinisello Balsamo (MI), Silvana Editoriale 1985, ISBN 8836600743
- Girolamo Frescobaldi. L'affetto, l'ordito, le metamorfosi, Firenze, Sansoni, 1986
- Autobiografia di Claudio Monteverdi, Libreria Musicale Italiana (LIM), 1995, ISBN 8870961087
- Rimeria musicale popolare italiana nel Rinascimento, Lucca, Libreria Musicale Italiana (LIM), 1996, ISBN 8870960544
- Flora virgiliana. Alberi ad alto fusto nei poemi di Virgilio, Mantova, Premio Virgilio Cultura Agricoltura, 1997.
- Forse che sì forse che no. Fra poesia e musica, Tre Lune, 1998, ISBN 8887355088
- Per Verdi e altri scritti, Firenze, Olschki, 2000, ISBN 8822249712
- con Giovanna Silvani, Shakespeare e Verdi, Parma, Università degli Studi di Parma, 2000
- Signoretti. Scenografo verdiano, Mantova, Casa del Mantegna, 2001, ISBN 8879430270
- Sopra li fondamenti della verità. Musica italiana fra XV e XVII secolo, Roma, Bulzoni, 2001, ISBN 8883195752.

### Principali articoli
- Discorso di G. B. Doni sul recitare in scena, Firenze, Olschki, 1969. Originariamente su Rivista italiana di Musicologia, vol. 3, n. 2, 1968
- Un episodio della fortuna di Teofilo Folengo nel Settecento in Atti del Convegno su Teofilo Folengo, Campese, Bassano del Grappa, 9-10 dicembre 1994, Imprimitur, 1995
- Antonio Vivaldi - Catalogo numerico-tematico delle opere strumentali, Rivista italiana di Musicologia, III (1968)
- recensione di K. Jeppesen, La Frottola. Bemerkungen zur Bibliographie der ältesten weltlichen Notendrucke in Italien, Rivista italiana di Musicologia, III (1968)
- recensione di Die Musik in Geschichte und Gegenwart. Allgemeine Enzyklopädie der Musik, vol. 14, Rivista italiana di Musicologia, III (1968)
- O. Petrucci, Canti B Numero Cinquanta, Rivista italiana di Musicologia, III (1968)

### Edizioni critiche (edite)
- Lodovico Viadana: Cento concerti ecclesiastici, Mantova-Kassel, Istituto Carlo D'Arco-Bärenreiter Verlag, 1964
- Giuseppe Verdi, Ernani. Edizione critica, Chicago-Milano, University of Chicago Press-Ricordi, 1985
- Colombina e Pernicone di Francesco Mancini, Milano, Ricordi, 1988
- con Stefano Patuzzi, Girolamo Frescobaldi - Arie musicali […] libri primo e secondo (1630), e brani sparsi, Milano, Suvini Zerboni, nella collana "Opere complete di Girolamo Frescobaldi" (vol. VII), 1998

### Partiture musicali
- Monteverdi - L'Orfeo, Copenaghen, Edition Eulenburg, 2004, ISBN 9783795769864
- Verdi, Giuseppe Ernani: Dramma lirico in Four Acts by Francesco Maria Piave, University of Chicago Press, nella collana "The Works of Giuseppe Verdi" Series I: Operas (vol. 5), 1985, ISBN 0226853071, EAN 978-0-226-85307-9

### Libri di poesia
- Senonio, Pieve san Paolo, Lucca, 2002
- Poesia, Mantova, Sometti 2003, ISBN 8874950217
- Poesia seconda, Edizioni Gazebo, 2005.